# کارول لمبارد
جین آلیس پیترز (به انگلیسی: Jane Alice Peters) با نام هنری کارول لمبارد (به انگلیسی: Carole Lombard) (زادهٔ ۶ اکتبر ۱۹۰۸ – درگذشتهٔ ۱۶ ژانویهٔ ۱۹۴۲) بازیگر آمریکایی بود. در برخی منابع از او بعنوان سلطان هالیوود یاد شده است اگرچه بیشتر گفته می شود این لقب را کلارک گیبل همسر دوم او به وی در اواخر عمرش داده است نکته جالب این است که خود گیبل رسماً بعنوان سلطان هالیوود یاد می شود! 
در اوایل سال ۱۹۳۸ میلادی کارول که پدر و مادرش نیز بهائی بودند رسماً به آیین بهائی پیوست.
لمبارد در ۱۶ ژانویه ۱۹۴۲، در پی یک سانحه هوایی جان سپرد. به گفته یکی از دوستان کلارک گیبل، کلارک هیچ‌گاه پس از مرگ کارول لمبارد احساس خوشبختی نکرد و در واقع شعله قلبش برای همیشه خاموش شد.

## زندگی

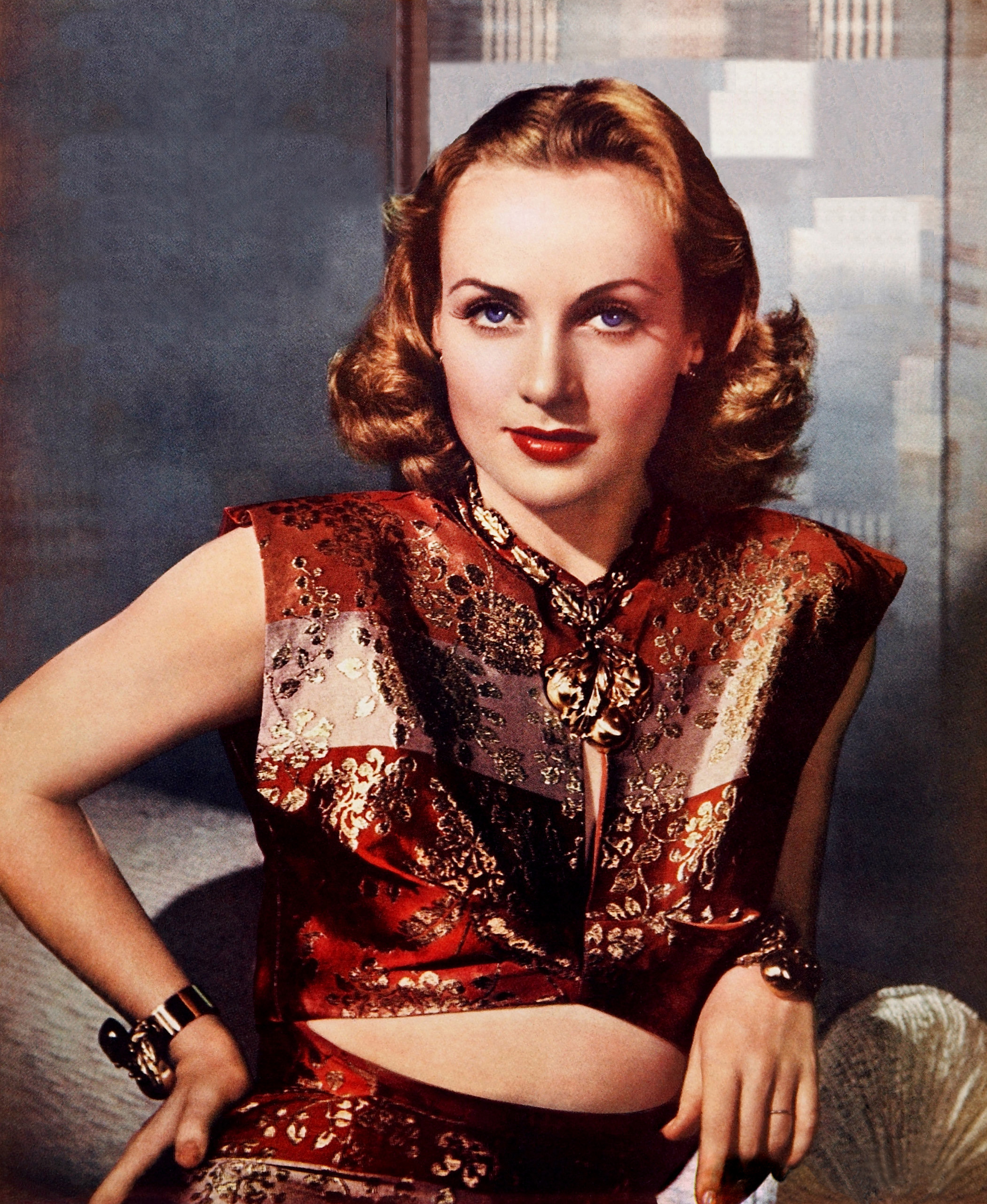
لمبارد در دهه ۴۰ میلادی

کارول لمبارد (زاده ۶ اکتبر ۱۹۰۸ – درگذشته ۱۶ ژانویه ۱۹۴۲) یک هنرپیشه اهل ایالات متحده آمریکا بود.  او به ویژه برای نقش های کمدی خود در کمدی های اسکروبال دهه 1930 مورد توجه قرار گرفت.  او به‌عنوان یکی از بزرگترین ستاره‌های مؤسسه فیلم آمریکا در تمام دوران فهرست شده است و در اواخر دهه 1930 با درآمدی حدود 500000 دلار آمریکا (بیش از پنج برابر حقوق رئیس‌جمهور ایالات متحده) پردرآمدترین ستاره هالیوود بود.  ).  زندگی حرفه ای لومبارد زمانی کوتاه شد که در سن 33 سالگی در یک سانحه هوایی درگذشت.
ملکه کمدی های اسکروبال دهه 1930، او اضطراب یک عصر عصبی را به تصویر می کشد.  گراهام گرین از "نغمه های دلخراش و نوستالژیک" زایمان سریعتر از آنچه تصور می شد تمجید کرد.  بلوند پلاتین، با چهره‌ای به شکل قلب، ویژگی‌های ظریف و بداخلاقی و هیکلی که برای پوشاندن لم نقره‌ای ساخته شده بود، او به‌طور آشکار در میان آثار کلاسیک هیستری مانند قرن بیستم و من گادفری غلبه کرد.[2]

## افتخارات
او یک بار نامزد دریافت جایزه اسکار بهترین بازیگر نقش اول زن شد.

## گالری

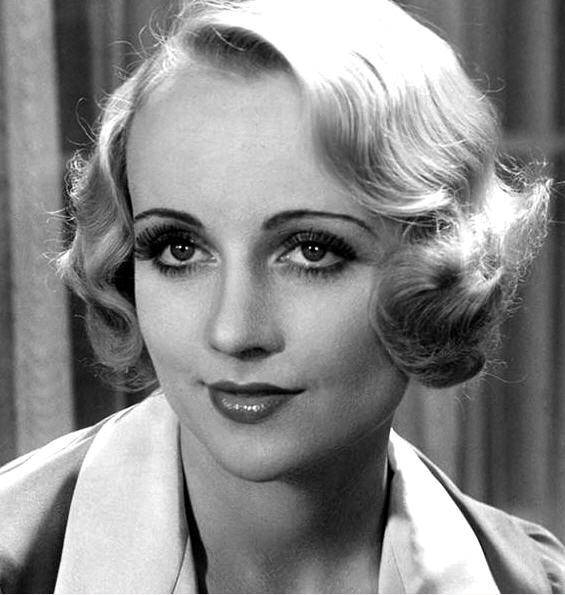
کارول لمبارد در سال ۱۹۳۳

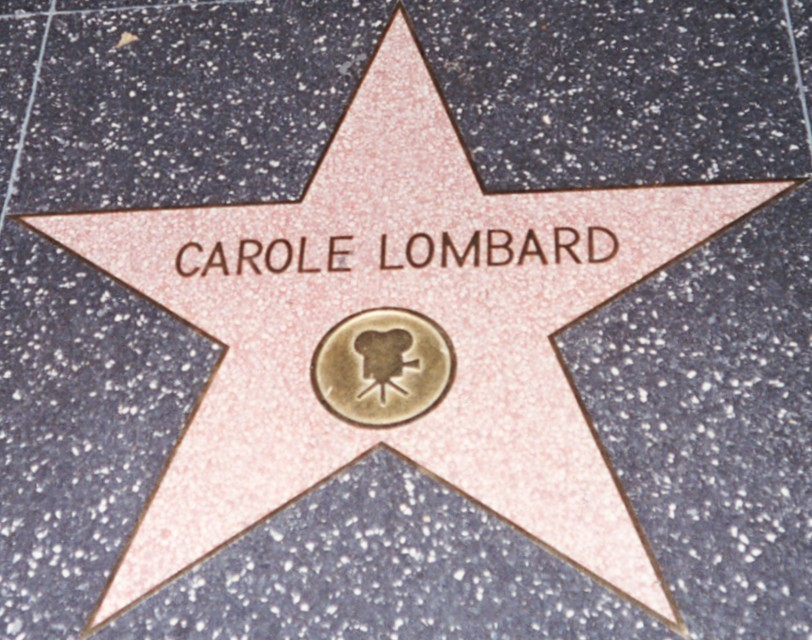
ستاره لمبارد روی پیاده‌روی مشاهیر هالیوود

## فیلم‌شناسی
- بن هور (۱۹۲۵)
- بهترین دختر من (۱۹۲۷)
- دینامیت (۱۹۲۹)
- ولتاژ بالا (۱۹۲۹)
- دمدمی مزاج (۱۹۳۰)
- بچه آریزونا (۱۹۳۰)
- مرد دنیادیده (۱۹۳۱)
- فضیلت (۱۹۳۲)
- هیچ‌یک از مردانش (۱۹۳۲)
- فراطبیعی (۱۹۳۳)
- توئنتی‌اث سنچری (۱۹۳۴)
- مرد من گادفری (۱۹۳۶)
- آقا و خانم اسمیت (۱۹۴۱)
- بودن یا نبودن (۱۹۴۲)